# Heinz-Uwe Küenle
Heinz-Uwe Küenle (* 16. Februar 1948 in Dessau; † 29. September 2024 in Dessau) war ein deutscher Mathematiker und Hochschullehrer.

## Leben
Heinz-Uwe Küenle legte 1967 in Dessau sein Abitur ab und absolvierte von 1967 bis 1972 ein Studium der Mathematik an der Universität Leipzig, das er mit dem Diplom abschloss. Anschließend begann er eine Assistenz in der Forschungsgruppe Stochastik. Im Jahr 1976 wurde er mit seiner Dissertation zu einem Thema über Markow-Ketten zum Dr. rer. nat. promoviert. 1984 wurde er habilitiert.
Im Jahr 1990 wurde Heinz-Uwe Küenle an die Brandenburgische Technische Universität Cottbus am Mathematischen Institut zum Professor für Mathematik auf den Lehrstuhl Mathematische Modellierung berufen.
Heinz-Uwe Küenle arbeitete auf dem Gebiet der Markow-Ketten, der stochastischen Spiele und der stochastischen Entscheidungsprozesse. Er hat über 20 Publikationen in wissenschaftlichen Zeitschriften veröffentlicht. Vorträge hielt er unter anderem auf Fachtagungen in Japan, Australien und Israel. 2013 wurde er emeritiert.
Heinz-Uwe Küenle war seit 1970 verheiratet, er und seine Frau Christine haben einen Sohn und eine Tochter.

## Schriften
- Markovsche Entscheidungsmodelle mit allgemeinem Zustands- und Aktionsraum und ihre Anwendung in der Lagerhaltungstheorie. Dissertation. Universität Leipzig 1976.
- Zur Existenz optimaler Strategien in Markov-Spielen. Dissertation B (Habilitationsschrift). Universität Leipzig 1984.
- Stochastische Spiele und Entscheidungsmodelle. Teubner, Leipzig 1986, ISBN 3-322-00258-6.
- mit Hans-Joachim Girlich, Peter Köchel: Steuerung dynamischer Systeme. Mehrstufige Entscheidungen bei Unsicherheit. Birkhäuser, Basel 1990, ISBN 3-7643-2375-2.